# Ceromya angustifrons
Ceromya angustifrons là một loài ruồi trong họ Tachinidae.